# Gims
Ne doit pas être confondu avec GIMS
Gims, stylisé GIMS, anciennement Maître Gims, né Gandhi Djuna le 5 mai 1986 à Kinshasa au Zaïre, est un chanteur, rappeur et auteur-compositeur-interprète congolais. Il grandit en France et vit actuellement[Quand ?] en France et au Maroc. Il est membre du groupe de hip-hop Sexion d'assaut. Il poursuit une carrière en solo sous le nom de Maître Gims puis Gims à partir de 2013. Au cours de sa carrière, il travaille avec plusieurs artistes internationaux tels que Sia, Pitbull, Lil Wayne, Stromae, Maluma, Sting et d'autres. Il compte plus de 5 millions de disques vendus, dont 3 millions d'albums depuis le début de sa carrière[réf. nécessaire].
Gims commence sa carrière solo en 2013 avec la sortie de son premier album, Subliminal en mai sur les labels Wati B et Sony Music, qui atteint la deuxième place des classements d'albums français. En décembre, il sort une réédition intitulée Subliminal la face cachée. L'album contient des chansons telles que J'me tire, Bella, One Shot, Changer et Zombie. Dès sa première semaine d'exploitation, l'album est certifié disque de platine et finira par être double disque de diamant pour plus d'un million d'exemplaires vendus. L'album rencontre un grand succès dans les classements en France, en Belgique ainsi qu'en Suisse.
En août 2015, Gims sort son deuxième album, Mon cœur avait raison. L'album est divisé en deux parties : la pilule rouge, qui contient des chansons rap, et la pilule bleue, qui contient des chansons pop-urbaines. Un an plus tard, il sort une réédition intitulée À contrecœur. L'album contient des chansons telles que : Est-ce que tu m'aimes ?, Laissez passer, Brisé, Sapés comme jamais (certifiée diamant en France en 2018), Tu vas me manquer, Je te pardonne, Ma beauté (certifiée diamant en 2025 en France) et Tout donner (certifiée diamant en 2018 en France). Fin 2018, plus de 700 000 unités ont été vendues en France et 581 000 unités ont été vendues dans le monde.
Il sort son troisième album en mars 2018, intitulé Ceinture noire sur les labels Groupe TF1 et Play Two. L'album contient des chansons telles que Caméléon, Miami Vice, Hola Señorita (certifiée diamant en 2022 en France), Reste, 10/10 et Mi Gna. Sa chanson La même (certifiée diamant en France au bout de quatre mois, en 2018) est la plus jouée en France en 2018 et elle aide Gims à devenir l'artiste le plus joué de 2018 à la télévision et à la radio françaises, ainsi que le septième artiste le plus joué au monde sur Deezer.
Pendant le confinement lié à la pandémie de Covid-19, Gims annonce un album 100% rap pour le mois d'octobre 2020. Le 4 décembre 2020, il sort son quatrième album intitulé Le Fléau. En novembre 2020, il remporte le prix de l'artiste international de l'année aux Distinctive International Arab Festivals Awards après sa participation pour la chanson Ya Habibi de Mohamed Ramadan. Le 17 septembre 2020, Netflix publie un documentaire sur les dix dernières années de sa carrière intitulé Gims: On the Record. Une réédition intitulée Les vestiges du fléau est publiée le 28 mai 2021. Une deuxième réédition intitulée L'Empire de Méroé est sortie le 3 décembre 2021. L'album contient des chansons telles que Yolo, Immortel, Jusqu'ici tout va bien, Belle et Only You.
En décembre 2022, il sort son cinquième album, Les Dernières Volontés de Mozart ou LDVM (Symphonie). En juillet 2024, l'album atteint les 100 000 exemplaires vendus et est certifié platine. L'album s'est moins vendu que ses précédents projets. En août 2022, il interprète la chanson Arhbo pour la bande originale officielle de la Coupe du monde de football 2022 aux côtés d'Ozuna, qu'ils interprètent également lors de la cérémonie de clôture.
Le 13 septembre 2024, Gims sort un deuxième EP et son premier depuis 2006, intitulé Le Nord se souvient. En 2024 et 2025, il aligne quatre no 1 consécutifs en France, tous certifiés diamant : Spider, en featuring avec Dystinct (durant 7 semaines), Sois pas timide (7 semaines), Ciel (6 semaines) et Ninao, son neuvième numéro un des charts français depuis le début de sa carrière solo (7 semaines). Le Nord se souvient et sa réédition L'odyssée sortie à la mi-décembre sont certifiés double platine en mars 2025,. Il obtient un autre no 1 en 2025, grâce à son duo avec Jul, Air force blanche.

## Biographie

### Enfance, famille et début
Gandhi Alimasi Djuna naît le 5 mai 1986 à Kinshasa, au Zaïre (république démocratique du Congo depuis 1997). Son père Djanana Djuna est le chanteur de la troupe congolaise Viva La Musica de Papa Wemba,.
Il arrive en France en 1988 à l'âge de 2 ans, avec ses parents qui sont alors étrangers en situation irrégulière,. Du fait de la clandestinité de ses parents, il explique avoir eu une enfance difficile. Il est placé dans des familles d'accueil, avant de vivre dans des squats jusqu'à ses 18 ans,. Ce passage de sa vie est évoqué dans son livre Vise le soleil. Il fait partie d'une fratrie de six enfants. Il est le frère aîné de Dadju (demi-frère – même père, mère différente), membre du groupe The Shin Sekaï, de Bedjik, Afi (anciennement Xgangs) et Djelass, tous les trois rappeurs. Sur son premier album Subliminal (2013), ces derniers effectuent une participation sur la chanson Outsider. Gims grandit dans le 9e arrondissement de Paris,. Il prend le surnom de « Maître Gims » en référence au cinéma asiatique et au monde des arts martiaux.

### Avec Sexion d'Assaut (2002-2012)
En 2002, Gims forme avec les rappeurs JR O Crom et Makan le trio Prototype 3015. Le nom du groupe a été choisi en référence à un film, essentiellement pour sa signification « combative ». Le nom « Sexion d'assaut » comporte aussi une référence à la Sturmabteilung (SA), en français « Section d'assaut », célèbre unité paramilitaire nazie, ce que le groupe apprend par hasard lors d'un concert pour la Mairie de Paris. À travers Prototype 3015 d'abord, puis 3e Prototype, Gims fait partie du supergroupe Sexion d'assaut. Après quelques morceaux réalisés de manière indépendante, Sexion d'assaut rencontre leur futur producteur, et P.D.G du label Wati B, Dawala, dans les caves de Châtelet-Les Halles à Paris. Avec Dawala, le 3e Prototype sort sa première mixtape, La Terre du Milieu, le 13 mai 2006. C'est Gims qui dessine la pochette du CD.
En parallèle avec sa carrière au sein de Sexion d'Assaut, Gims s'essaie à la composition musicale. À la fin de 2006, il sort son premier projet en solo, un maxi intitulé Ceux qui dorment les yeux ouverts. L'EP est produit par Fredy K d'ATK et Noko. Pressé à très peu d'exemplaires, le disque a pour but de faire connaître Gims au grand public. Le disque comporte des morceaux avec Sexion d'assaut, le rappeur Koma de la Scred Connexion et une chanteuse nommée Carole. Avec Sexion d'assaut, Gims participe à deux reprises au 12 Inch'All Star, un concours de rap célèbre dans l'underground parisien qui prend place au Batofar. Il arrive en seconde place et gagne en notoriété, désormais connu comme un des meilleurs kickeurs (freestyleurs) de France. 

#### Début d'un buzz
En 2008, ils font paraître un street album Le Renouveau, qui contient la pièce connue clippée Anti-Tecktonik. En parallèle, le groupe présente des freestyles mensuels nommés Les Chroniques du mois  : chaque mois, au moins deux chansons en freestyle sont publiées via audio ou vidéo. En janvier 2009, Sexion d'Assaut publie une net-tape rebaptisée Les Chroniques du 75, une compilation contenant également des titres inédits, dont la pièce solo À 30 % de Maître Gims.

#### Début d'un succès
Le deuxième street album de Sexion d'Assaut, L'Écrasement de tête, paraît en mai 2009 chez Because Music. La dernière sous-entité du supergroupe, 3e Prototype, disparaît complètement. L'Écrasement de tête acquiert une certaine notoriété auprès du grand public grâce à des titres et des vidéoclips, dont T'es bête ou quoi ? et Wati Bon Son (en collaboration avec Dry). Sexion d'Assaut part en tournée, faisant notamment la première partie d'Orelsan ou encore de Médine. L'Écrasement de tête se vend à plus de 45 000 exemplaires. À la suite de la sortie de L'Écrasement de tête, le groupe quitte Because Music à cause de malentendus et signe chez Sony.

#### Succès immédiat

Gims en concert avec la Sexion d'Assaut à Cléon le 22 février 2010.

En 2010, Sexion d'Assaut sort l'album L'École des points vitaux. Maître Gims y est crédité comme auteur-compositeur-interprète. Il a composé les pistes instrumentales de plusieurs pièces, dont Ils appellent ça et Casquette à l'envers. D'autres beatmakers participent également à l'album, comme SoulChildren avec La drogue te donne des ailes ou encore Wisla[Qui ?] et Renaud Rebillaud. Porté par des singles comme Casquettes à l'envers, Désolé et Wati by Night. L'album rencontre un gros succès auprès du grand public, se vendant à plus de 400 000 exemplaires. Le groupe fait la première partie de NTM au Parc des Princes et font le Zénith de Paris.
En entre-temps une polémique éclate au sujet des positions ouvertement homophobes du groupe. En réaction aux critiques, Sexion d'Assaut décide de sortir en avril 2011 une mixtape intitulée En attendant L'Apogée : les Chroniques du 75, qui rencontre malgré tout un succès avec des titres comme Paris va bien et Qui t'a dit. Le projet contient un DVD comprenant un des clips des morceaux présents, ainsi qu'un documentaire qui retrace le parcours du groupe.
En mars 2012, ils sortent leur deuxième album, L'Apogée, qui rencontre davantage de succès que le premier. Porté par des singles comme Avant qu'elle parte, Ma Direction, et Wati House, l'album se vend à plus de 700 000 exemplaires. La même année, Maître Gims publie une bande dessinée en ligne, intitulée Au cœur du vortex.

### Carrière solo (depuis 2013)

#### Subliminal(2013-2014)
Le 29 janvier 2013, dans la vidéo Welcome to the Wa Part. 4 : La Consécration, Maître Gims annonce la sortie de son premier album studio solo, Subliminal, pour le 20 mai 2013. Le 1er mars, Maître Gims publie Meurtre par strangulation (M.P.S.). Le 15 mars, il dévoile J'me tire, son deuxième extrait qui reste classé numéro 1 des charts français pendant quatre semaines consécutives, le clip sortant le 10 avril 2013. Lors d'une interview sur le site Rapelite.com, Maître Gims confirme la présence du rappeur Pitbull sur un morceau intitulé Pas touché. Ses trois frères, Bedjik, Dadju et X-Gang, du groupe MM Solja, sont réunis sur le morceau Outsider. Le 4 mai, il publie Bella. Le 13 mai, il diffuse en exclusivité VQ2PQ sur Skyrock. Le 14 mai, il diffuse, toujours en exclusivité, Ça marche, en collaboration avec The Shin Sekaï. Subliminal sort en effet le 20 mai. Pour le promouvoir, Gims dévoile des titres inédits, qui ne feront pas partie de l'album, sous la forme d'une série de clips vidéos intitulée Ceci n'est pas un clip. Côté commercial, l'album est certifié double disque de diamant avec plus de 1 million de ventes.

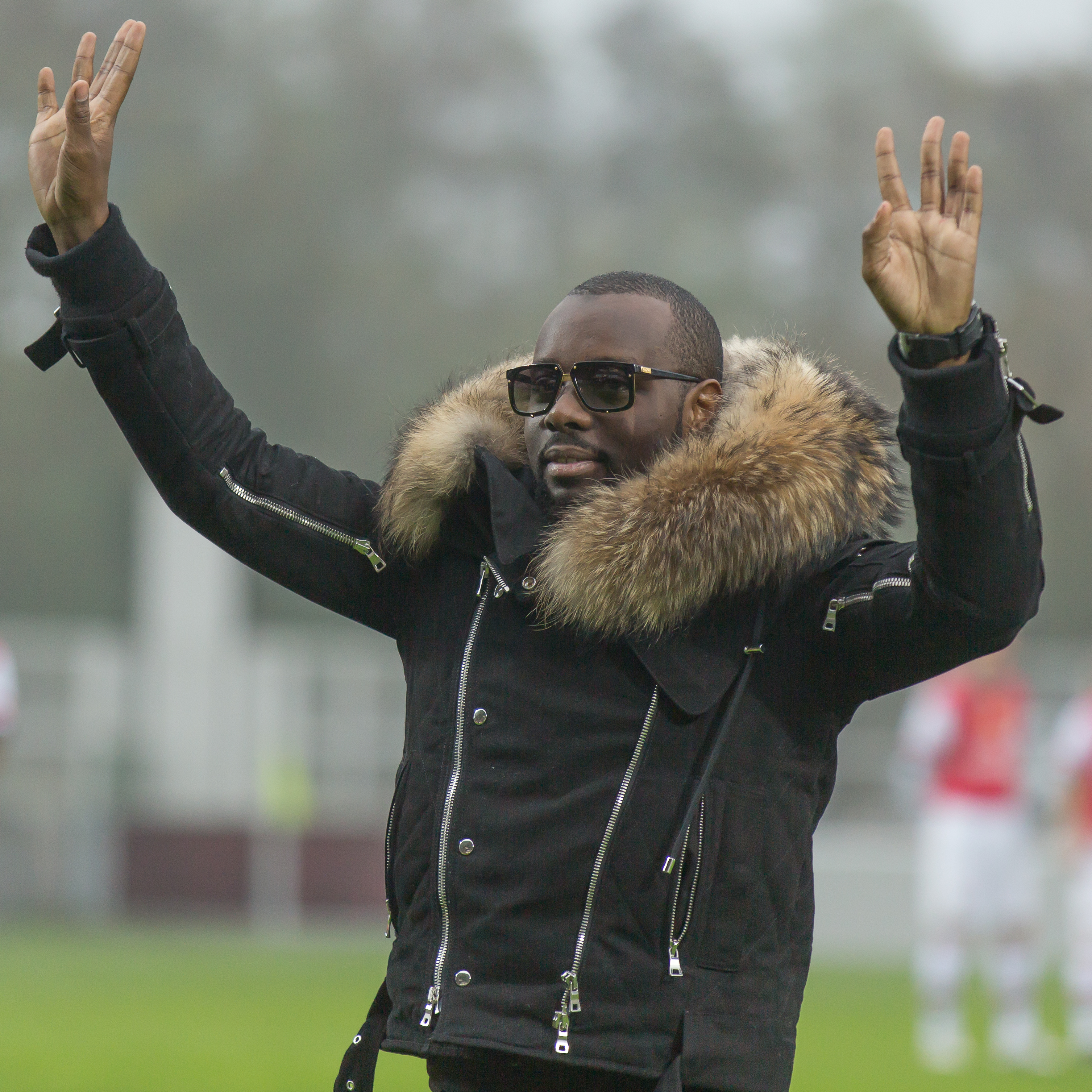
Gims en 2013, portant ses lunettes de soleil qui lui permettent de rester anonyme dans la rue quand il les enlève.

Le 31 mai 2013, il réalise son premier concert solo à l'Olympia. Il participe à l'album Racine carrée de Stromae sur la chanson AVF en featuring avec Orelsan. Maître Gims annonce vouloir faire une pause après la dernière date de la tournée de Sexion d'Assaut, le 28 septembre 2013 au Stade de France pour Urban Peace, qui rassemble également IAM, Orelsan, Youssoupha, La Fouine, Psy 4 de la rime, Rohff et Stromae. Il compte s'occuper aussi de son couple et de ses quatre enfants, qu'il dit avoir trop peu vus à cause de sa carrière (le plus âgé de ses quatre enfants est né vers 2008 et le plus jeune en 2020). Le nouvel album de la Sexion d'Assaut est alors prévu pour novembre 2015,, mais le retour des rois se fera en 2021 avec une tournée évènement partout en France, et plusieurs membres de la sexion annonce qu'un single sortira d'ici la fin de l'année 2021.
En septembre 2013, il participe au single Game Over de la chanteuse Vitaa. La chanson se classe première des ventes de singles en France. Le 22 novembre 2013, Maître Gims dévoile son nouveau clip, Changer, qui se classe en 17e position pour la semaine du 1er décembre 2013. Avec cette ballade, Gims espère toucher un nouveau public, plus large. En février 2014, Gims est nommé dans la catégorie Musiques urbaines, aux Victoires de la musique, mais la récompense est finalement décernée au groupe 1995. Sa carrière solo n'en est pas moins une réussite. Selon le magazine Challenges, le chanteur est le deuxième artiste français le mieux payé de 2013, derrière Mylène Farmer mais juste devant Johnny Hallyday,.

#### Mon cœur avait raison(2015-2016)

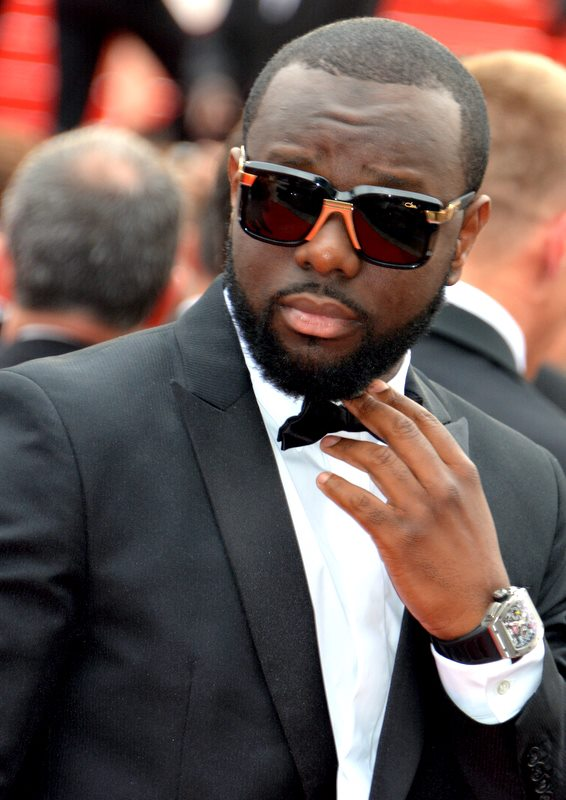
Gims au Festival de Cannes 2016.

Le 28 août 2015 paraît Mon cœur avait raison, son deuxième album studio contenant deux CD. L'un est appelé Pilule bleue, à la musique plus pop urbaine, et l'autre Pilule rouge, à la musique plus rap. L'album est bien accueilli et après avoir compté près de 85 800 disques vendus pour sa première semaine, il est certifié disque de platine. 
Il contient des tubes comme Est-ce que tu m'aimes ?, Laisser Passer et Sapés comme jamais. Le 26 août 2016, l'album est réédité avec un troisième CD appelé À contrecœur (pilule violette) comportant 7 titres inédits dont Ma beauté, 150 ainsi que la chanson interprétée dans l'émission On n'est pas couché sur France 2 Intitulé Tout Donner. Mon cœur avait raison est certifié double disque de diamant soit plus d'1 000 000 d'exemplaires vendus.
Le 23 avril 2016, Gims donne un concert avant le match de football qui oppose le Paris Saint-Germain au LOSC Lille pour la finale de la Coupe de la Ligue. Il y interprète des extraits de trois de ses tubes Est-ce que tu m'aimes ?, Bella et Sapés comme jamais. Le chanteur se fait huer par les spectateurs, dès son arrivée sur la pelouse. Lorsque le rappeur crie au public « Est-ce qu'on continue ? », les spectateurs hurlent « Non ! ».

#### Ceinture noire(2017-2019)
Gims annonce la sortie de Ceinture noire le 9 novembre 2016. Le 10 novembre 2017, Gims diffuse le premier extrait officiel de Ceinture noire, intitulé Caméléon sur les plateformes de streaming.
Le 12 décembre, il publie le clip sur sa chaîne YouTube. Le clip dépasse les 10 millions de vues en 2 semaines. Ceinture noire sort le 23 mars 2018. Gims dévoile la tracklist et la date de sortie de son troisième album solo Ceinture noire pour le 23 mars 2018, avec 31 titres + 3 bonus track au choix. 
L'album entre en pole position en Wallonie. Il à cette place reste pendant 7 semaines consécutives avant de chuter à la 2e place. La semaine suivante, il remonte à la première place. Il entre en Flandre 28e. 
Puis il réédite 4 titres en bonus sur l'album Ceinture noire en version intégrale pour le 24 août 2018,. Le 14 mars 2019 sur YouTube, Gims sort enfin la réédition de l'album Ceinture noire intitulée Transcendance avec 13 titres bonus. On y retrouve les supers stars sud américaines Maluma et J. Balvin ainsi que Vitaa, son frère Dadju, Alonzo et le chanteur Sting. Une autre réédition, Décennie, avec 4 nouveaux titres,  est sortie en décembre 2019. L'album contient des chansons telles que Caméléon, Miami Vice, Hola Señorita, Reste, 10/10 et Mi Gna. 
En 2019, il chante Reste avec Sting ; le clip est tourné dans les transports en commun lyonnais. L'album est actuellement certifié double disque de diamant avec plus de 1 000 000 ventes.
Le 28 septembre 2019, il devient officiellement le premier rappeur francophone à remplir le Stade de France avec plus de 72 000 spectateurs.

#### Le Fléau,Gims: On the Recordet retour de Sexion d’Assaut (2020-2022)
En 2020, Gims prévoit de sortir un album intégralement en rap. Ce dernier était censé sortir le 6 novembre 2020 et s'intitulera Le Fléau. Le 27 mars 2020, lors d'un live Instagram avec Dadju, Gims lui répond qu'il confirme un nouvel album Le Retour des Rois pour cette année,,. "Là on est dans les négo', de qui, ou, l'album va sortir, avec qui il sera distribué. Tu connais, les trucs un peu technique." Le 30 mars 2020 dans cet enregistrement, Gims écoute plusieurs morceaux de l'album de la Sexion d'Assaut Le Retour des Rois en conduisant dans sa voiture. Le 2 mai 2020, lors d’un retour depuis en live sur Instagram avec Sniper, Sefyu et Gradur. Gims a officialisé son album 100 % rap pour la rentrée 2020 au plus tard, et Le Retour des rois pour fin 2020, voire début 2021. Après la fin du premier confinement le 11 mai 2020, Gims annonce le retour de la Sexion d'Assaut avec le nouvel album Le Retour des Rois, prévu alors pour l'automne.
La Sexion d'Assaut fera son grand retour en concert à Paris La Défense Arena le 25 septembre 2021, date officiellement fixée au mois de janvier mais reportée en raison de la crise sanitaire sévissant. Le 28 août 2020, Kendji et Gims dévoileront leur titre Dernier métro, réalisé en duo. Le même jour, il sort le premier extrait de l’album intitulé YOLO, un son pop urbain, très dansant où il raconte son parcours dans la musique. Le 17 septembre 2020, sur Netflix, est sorti un documentaire retraçant les dix dernières années de sa carrière titré Gims: On the Record. Le 25 septembre 2020, il sort le deuxième extrait de l’album intitulé Immortel, un son purement rap où l’on retrouve un Gims très kickeur, de l’époque de la Sexion d'assaut. À cause de la pandémie de Covid-19, la sortie de son album Le Fléau a été retardée. De plus l'album avait intégralement fuité sur YouTube. Le 26 novembre 2020, Gims a annoncé sur ses réseaux sociaux que son album Le Fléau sortirait le 4 décembre. Le 2 décembre 2020, Gims dévoile donc la tracklist de son quatrième album Le Fléau avec 17 titres pour 9 featurings. Parmi les featurings, on retrouve quelques pointures du rap français comme Vald, Kaaris, Heuss l'Enfoiré ou encore les révélations Leto, Bosh et Gazo. L'album est certifié disque d'or en 10 jours avec un démarrage à 40 000 ventes en première semaine. Il atteint le platine en seulement 22 jours. Son titre Jusqu'ici tout va bien sert également de générique à la série Ici tout commence.
Le 17 mars 2021, Gims publie un nouveau freestyle nommé Pyongyang en collaboration avec l'1nsolent pour fêter le double diamant de son dernier album Ceinture noire,,,. Le 5 avril 2021, il publie sur les plateformes de streaming un nouveau titre nommé GJS en collaboration avec Jul et SCH, ainsi que le titre nommé Belle, en collaboration avec Dadju et Slimane. Il apparait dans une vidéo de soutien à la candidate de droite Valérie Pecresse à l'approche des élections régionales de 2021 en Île-de-France. Le 28 avril 2021, Gims annonce de la réédition de l’album qui s’intitule Les Vestiges du Fléau qui sortira le 28 mai 2021. Le 19 mai 2021, il publie la liste des titres composée de 10 morceaux dont 8 collaborations et deux solos. Parmi les invités de la réédition, en plus de Jul, SCH, Dadju et Slimane, participent, notamment, des chanteurs internationaux tels que l'égyptien Mohamed Ramadan, le tanzanien Rayvanny ainsi que la chanteuse germano-albanaise Dhurata Dora. Le 28 mai 2021, le même jour que la sortie de la réédition, Gims sort le clip de Only You en collaboration avec Dhurata Dora. Le 8 octobre 2021, il sort un nouveau single en collaboration avec Vitaa nommé Prends ma main. En novembre 2021, il participe au projet collectif Le Classico organisé, à l'initiative de Jul réunissant plus de 150 rappeurs des Bouches-du-Rhône et d'Île-de-France.

#### Les Dernières Volontés de Mozart(2022-2024)

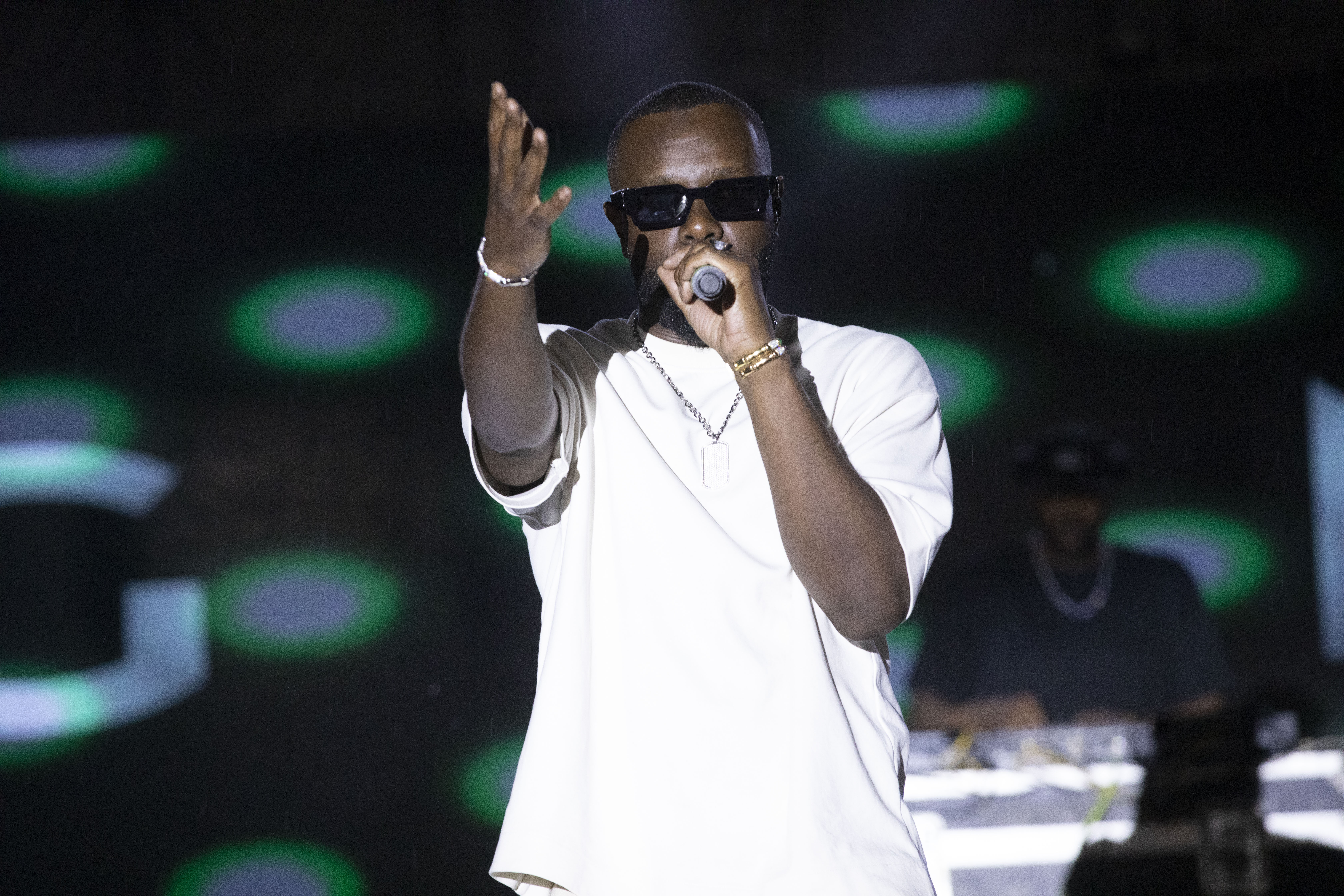
Maitre Gims au FEMUA 16 à Abidjan en 2024.

Le 28 septembre 2022, Gims dévoile sur les réseaux sociaux une date, le 30/09. Le 30 septembre 2022, soit deux jours plus tard, Gims dévoile son nouveau single nommé Maintenant. Le 10 novembre 2022, il dévoile Thémistocle et annonce la sortie du clip le lendemain. Le 14 novembre 2022, il dévoile une partie de la tracklist de l'album contenant 14 titres et 3 collaborations avec Carla Bruni, Soolking et Tayc.
En réalité, l’album contient au total 18 titres mais seulement 14 ont été révélés. Le 25 novembre 2022, deux titres sont révélés Après-vous madame feat. Soolking et Demain avec Carla Bruni. L'album est sorti le 2 décembre 2022, contenant 18 titres et 3 featurings avec Soolking, Carla Bruni et Tayc. Il chante à la cérémonie de clôture de la coupe du monde de football 2022 au Qatar, ce qui crée la polémique en raison de la situation des droits de l'Homme dans ce pays.

#### Le Nord se souvient(depuis 2024)
Au début de 2024, Gims sort plusieurs singles tels que Loco en featuring avec Lossa (certifié single de platine), Ma douce avec Baby Gang, Sin Ti avec Maria Becerra et Joe Pesci en collaboration avec Inso le Véritable ne faisant partie d'aucun album.
En mai 2024, il dévoile Spider en featuring avec Dystinct qui se classa numéro 1 en France pendant 7 semaines consécutives et fut certifié single de diamant. Puis, en juillet, sortent deux titres Mamacita avec Sfera Ebbasta et Sois pas timide qui se classa numéro 1 pendant 3 semaines et fut certifié single d'or. Fin août, il dévoile Terminal 2F en featuring avec Dadju puis début septembre sort le titre Vent du Nord. Le 13 septembre 2024, sort son deuxième EP Le Nord se souvient contenant les titres Spider, Sois pas timide, Terminal 2F et Vent du Nord ainsi que 3 titres inédits Carbo, Tes mains et Sankogu.
En février 2025, après avoir reçu le prix de l'artiste masculin aux Victoires de la musique, il suggère vouloir mettre un terme à ses tournées.

## Vie personnelle

### Vie sentimentale et paternité
À l'âge de 19 ans, il se marie avec une française vivant au Maroc[réf. nécessaire]. Tout en poursuivant cette union, il se marie en 2005 avec une française d’origine malienne, Adja-Damba Dante, surnommée Demdem avec qui il aura 4 enfants, bien que l'artiste soit père de 6 enfants en tout. Ils divorcent en juin 2025. 

### Religion
Il se convertit à l'islam en 2004. En 2005, il rejoint le mouvement des frères Tabligh, qu'il quitte ensuite et considère désormais comme une secte. Il raconte dans un documentaire qui lui est consacré sur Netflix : « Il y avait des personnes qui finissaient mortes, suicidées en Irak. Des gens qui étaient à côté de moi. Et cela m'a fait flipper, je ne sais pas où j'aurais pu terminer. ». Originellement catholique, il indique en 2016 que Barack Adama, son ami du groupe Sexion d’Assaut, l’a convaincu de se convertir à l'islam, ainsi qu'après un entretien avec un imam.

### Nationalité
En mars 2018, il indique avoir demandé la nationalité française et que celle-ci lui a été refusée,. Selon le magazine Closer, cette décision serait motivée par sa bigamie, qui n'est pas autorisée dans les droits français et européen. Toutefois, Maître Gims conteste cette version des faits. Dans une interview au Journal du dimanche, en 2022, à la question : « On vous prête une deuxième femme au Maroc. Êtes-vous polygame ? », il répond : « C'est totalement faux. Je vis avec DemDem et les enfants. Je me suis marié une seule fois. » Il précise : « le refus [de la demande de nationalité] est lié à un délit que j'aurais commis quand j'étais mineur. Mais mon casier est vierge ». Selon une enquête du journal Le Parisien, sa première demande de nationalité aurait été bloquée pour des défauts de paiement d’amendes pour des délits routiers, et du fait de son incapacité à établir en France le centre de ses intérêts matériels, l’interprète et sa famille vivraient trop au Maroc et pas assez en France pour pouvoir être considérés comme français.
Début 2022, il relance la procédure d'obtention de la nationalité française. Le ministre de l'Intérieur, Gérald Darmanin, estime le 25 janvier 2022 sur France Inter que les récents propos du rappeur sur le nouvel an n'ont pas démontré une « bonne preuve d’assimilation à la société française ». Le ministre assure toutefois que sa demande allait être, comme toutes les autres, réexaminée par ses services.
Il dispose d'un passeport diplomatique congolais obtenu en 2022.

## Autres activités

### Vortex Vx
Au début de l'année 2013, Gims fonde sa propre marque de vêtements, Vortex Vx, vendue notamment chez Vente-Privée et Gémo.

### Bande dessinée
Le 31 octobre 2018, est publié le manga Devil's Relics, imaginé par Gims avec son frère Darcy, et cosigné par les deux frères avec le scénariste Jean-David Morvan et le dessinateur Yoshiyasu Tamura.

## Environnement artistique
La musique de Gims est influencée par le hip-hop et la dance, avec des touches pop et latino,. Juste avant son premier album, Les Inrocks compare Gims au footballeur Lionel Messi pour sa polyvalence : « Gims possède un vaste arsenal. Il chante, rappe, compose et produit. » Pour son premier album, l'artiste aborde ses joies, ses interrogations, ses colères et ses coups de gueule. En septembre 2013, il confie à Libération qu'« il ne s’interdit rien. Un album de rock ou même de variet' ne lui fait pas peur ».
Le second album est divisé en deux parties : une orientée « pop urbaine/RnB » largement diffusée par les radios et les chaînes musicales, et une orientée « rap » comme il en faisait à ses débuts. L'humoriste du web Jhon Rachid déplore que la seconde partie « rap à l'ancienne » soit moins connue que la première, qui lui fait « mal au rap » (titre de son émission sur YouTube). Quant à JoeyStarr, il le critique souvent sur les réseaux sociaux, traitant sa musique de « musique pour prépubères ». Le slameur Grand Corps Malade dit dans une interview qu'il n'adhérait pas à la musique de Maître Gims, qui est de « la pop pour ados » avec des « textes pauvres et une voix désagréable ».
Le site Booska-P évoque le « Gims-bashing » dans un article présentant les rappeurs français les plus détestés où figurent également Bigflo et Oli, JUL et Booba. Les « puristes » du rap comme JoeyStarr ou Jhon Rachid cités plus haut lui reprochent les touches de pop et de dance ; certains qualifiant sa musique de « musique de camping » ou « de zumba ». Détesté par une partie des fans de rap, il est également détesté par une partie du grand public qui n'aime pas le rap et préfère la variété ou le rock.[réf. nécessaire] Une partie de la presse considère Maître Gims comme un artiste de la sous-culture avec des textes très faibles, à l'instar du critique littéraire Éric Naulleau déclarant que Gims fait « les pires textes de la chanson française ».

## Parolier
En plus d'écrire ses propres textes, il écrit également pour d'autres artistes comme : Colonel Reyel, Kendji Girac ou encore Black M. En 2013, Gims participe en tant que « guest » à l'émission Popstars, dans laquelle il donne aux jeunes groupes des conseils pour leur carrière. À la suite de cette intervention, il écrira le premier single du groupe vainqueur, The Mess, intitulé Au Top. Ce single atteindra la 8e place du classement iTunes.

## Polémiques

### Annulation d'un concert
En avril 2017, il aurait annulé un concert à Alès, faute d'un jet privé pour l'y conduire, l'organisateur n'ayant pas les moyens pour le payer. Les titres dénoncent un « caprice de star ». À la suite de la médiatisation, il donne un concert gratuit et improvisé dans le métro parisien.

### Plagiat
Gims et Vianney sont accusés de plagiat par la réalisatrice belge Charlotte Abramow pour le clip La Même. À l'occasion de la journée internationale des droits des femmes du 8 mars 2018, elle avait diffusé une réalisation d'un clip nommé Les Passantes de Georges Brassens avec lequel celui de La Même, selon elle, présentait de nombreuses ressemblances. Elle déclare ainsi : « [ce clip reprend] la même structure, la même esthétique, les mêmes décors aux couleurs pastel et surtout les mêmes types de portraits »,.
Selon la RTBF, YouTube décide de censurer le clip de Charlotte Abramow à cause de « séquences potentiellement offensantes » liées notamment au corps de femmes trop dénudées. Après une indignation d'utilisateurs sur les réseaux sociaux, l'hébergeur de vidéos lève la censure et diffuse à nouveau le clip. Maître Gims répond en accusant à son tour Charlotte Abramow d'avoir elle-même violé le droit d'auteur en utilisant une séquence du clip de la chanson Silent All These Years de Tori Amos. La chanson La Même a été le titre le plus diffusé par les radios françaises en 2018, totalisant plus de 75 000 passages à l'antenne, tandis que le clip est le deuxième au classement à la télé selon la société d'études Yacast.

### Fêtes de fin d'année
Fin 2021, une vidéo suscite une polémique dans laquelle Gims dit que fêter Noël ou souhaiter une bonne année « n'est pas musulman ». Il est également opposé aux célébrations d’anniversaire parce que cette tradition est d'origine non musulmane,. Dans la foulée, il apporte des clarifications sur cette vidéo et présente ses excuses.

### Thèses pseudohistoriques et conspirationnistes
En avril 2023, dans une interview pour l'émission Oui Hustle, Gims partage des thèses pseudohistoriques protochronistes afrocentristes, prétendant que les Égyptiens antiques auraient eu accès à l'électricité et qu'il se trouverait au sommet des pyramides d'Égypte de l'or servant d'antennes électriques,,. Cette thèse inepte bien connue dans le milieu de la pyramidologie, a suscité de nombreuses réactions évoquant notamment une idéologie raciste liée à l'histoire de l'esclave et de la colonisation marquées par le ressentiment.
Il affirme également que l'Afrique aurait peuplé l'Europe 50 000 ans avant les Européens mais que ces « Afropéens » auraient été décimés par les vrais Européens venus d'Asie. Pour le politologue Rudy Reichstadt de Conspiracy Watch, « Maître Gims remplace un mythe raciste par un autre » mais ces théories conspirationnistes afrocentristes « remplissent une fonction consolatoire…, flatteuse…, face à la complexité du monde… (et) à une réalité difficile à assumer », avec le passé européen de domination coloniale et la « réalité déceptive » contemporaine du continent africain. Pour lui, ces thèses et leur succès accélèrent « une montée de l'obscurantisme ». Une affiche publicitaire d'EDF fait référence à ces propos sur un ton humoristique et moqueur.

## Affaires judiciaires
Le parquet de Paris annonce le 19 septembre 2024 l'ouverture d'une enquête après une plainte déposée par Gims et sa compagne Demdem, à l'encontre de Booba. Dans cette plainte, Gims et Demdem accusent Booba de harcèlement moral et de cyberharcèlement, affirmant qu'il les prend pour cible depuis six ans. Selon des informations obtenues par l'AFP, Booba aurait été encouragé par un grand nombre de ses fans, contribuant à une situation jugée alarmante de harcèlement en ligne. Le « point culminant » du harcèlement est, selon le couple, la chanson Dolce Camara, où Booba attaque Demdem, la femme de Gims.

## Discographie

### Avec Sexion d'assaut
- 2006 : La Terre du Milieu (mixtape)
- 2008 : Le Renouveau (street album)
- 2009 : Les Chroniques du 75 (mixtape)
- 2009 : L'Écrasement de tête (street album)
- 2010 : L'École des points vitaux (album)
- 2011 : En attendant L'Apogée : les Chroniques du 75 (mixtape)
- 2012 : L'Apogée (album)

## Publications

### Autobiographie
- Vise le soleil, Paris, éditions Fayard, 2017, 240 p. (ISBN 2-213-686726)

### Bandes dessinées
- 2012 : Au cœur du vortex
- 2018 : Devil's Relics

## Doublage
- 2016 : Skylanders: Imaginators (jeu vidéo) : King Pen

## Tournées
| Période | Titre           | Nombre de concerts | Format de l'enregistrement                                                                              | Album promu                                                             | Réf.    |
| --- | --------------- | ------------------ | --- | ----------------------------------------------------------------------- | ------- |
| 30 mai 2015 au 16 décembre 2017 | Warano Tour     | 55                 | Diffusion du concert en direct de l'AccorHotels Arena le 30 novembre 2016 sur France 2                  | - Subliminal - M.C.A.R                                                  | ,       |
| 17 novembre 2018 au 28 septembre 2019 | Fuego Tour      | 45                 | Enregistrement du concert le 28 septembre 2019 au Stade de France et diffusé le 5 novembre 2019 sur TMC | Ceinture noire                                                          | ,       |
| Initialement prévue en 2020 puis en 2021 mais reportée à plusieurs reprises à cause de la crise sanitaire Dates de report de la tournée : 1er février au 3 mars 2022 | Décennie Tour   | 16                 | | - 10 ans de carrière de l'artiste - Le Fléau - Ceinture noire: Décennie | [ 128 ] |
| 8 Novembre 2024 au 16 Février 2025 | Le Dernier Tour | 30                 | | - Les Dernières Volontés de Mozart - Vent du Nord                       |         |

## Distinctions
Les nominations et récompenses de Gims se résument dans les tableaux ci-dessous :

### MTV Europe Music Awards
| Année | Nomination | Prix                          | Résultat   | Ref     |
| ----- | ---------- | ----------------------------- | ---------- | ------- |
| 2013  | Lui-même   | Meilleure artiste francophone | Nomination | [ 129 ] |
| 2014  | Lui-même   | Meilleure artiste francophone | Nomination | [ 130 ] |
| 2016  | Lui-même   | Meilleure artiste francophone | Nomination | [ 131 ] |
| 2020  | Lui-même   | Meilleure artiste francophone | Nomination | [ 132 ] |
| 2024  | Lui-même   | Meilleure artiste francophone | Nomination | [ 133 ] |

### Victoires de la musique
| Année | Nomination          | Prix                                  | Résultat   | Ref     |
| ----- | ------------------- | ------------------------------------- | ---------- | ------- |
| 2014  | Subliminal          | Album de musiques urbaines de l'année | Nomination | [ 134 ] |
| 2014  | J'me tire           | Chanson originale de l'année          | Nomination | [ 134 ] |
| 2016  | Sapés comme jamais: | Chanson originale de l'année          | Lauréat    | [ 135 ] |
| 2025  | Lui-même            | Artiste masculin                      | Lauréat    | [ 136 ] |

### W9 d'Or de la Musique
| Année | Nomination         | Prix                                          | Résultat | Ref     |
| ----- | ------------------ | --------------------------------------------- | -------- | ------- |
| 2016  | Sapés comme jamais | Chanson française la plus écoutée             | Lauréat  | [ 137 ] |
| 2016  | Sapés comme jamais | Le clip français le plus regardé sur Internet | Lauréat  | [ 138 ] |

### Trace Awards
| Année | Nomination               | Prix                                     | Résultat   | Ref     |
| ----- | ------------------------ | ---------------------------------------- | ---------- | ------- |
| 2014  | Lui-même                 | Meilleur artiste                         | Nomination | [ 139 ] |
| 2014  | Prie pour moi avec Maska | Meilleur groupe / Meilleur collaboration | Nomination | [ 139 ] |

### NRJ Music Awards
| Année | Nomination                                | Prix                                    | Résultat   | Ref     |
| ----- | ----------------------------------------- | --------------------------------------- | ---------- | ------- |
| 2013  | Lui-même                                  | Artiste masculin francophone de l'année | Nomination | [ 140 ] |
| 2015  | Est ce que tu m'aimes                     | Chanson francophone de l'année          | Nomination | [ 141 ] |
| 2016  | Lui-même                                  | Artiste masculin francophone de l'année | Nomination | [ 142 ] |
| 2016  | Boucan (feat. Jul)                        | Groupe / Duo francophone de l'année     | Nomination | [ 142 ] |
| 2016  | Sapés comme jamais                        | Chanson francophone de l'année          | Nomination | [ 142 ] |
| 2018  | La Même (feat. Vianney)                   | Groupe / Duo francophone de l'année     | Nomination | [ 143 ] |
| 2018  | Bella Ciao (feat. Vitaa, Dadju & Slimane) | Groupe / Duo francophone de l'année     | Nomination | [ 143 ] |
| 2018  | Lui-même                                  | Artiste masculin francophone de l'année | Nomination | [ 143 ] |
| 2018  | La Même (feat. Vianney)                   | Chanson francophone de l'année          | Nomination | [ 143 ] |
| 2019  | Lui-même                                  | Artiste masculin francophone de l'année | Nomination | [ 144 ] |
| 2020  | Lui-même                                  | Artiste masculin francophone de l'année | Nomination | [ 145 ] |
| 2020  | Reste                                     | Collaboration Francophone de l'année    | Nomination | [ 145 ] |
| 2020  | Lui-même                                  | Performance Francophone de la soirée    | Nomination | [ 145 ] |
| 2020  | Lui-même                                  | NRJ Music Award d'honneur               | Lauréat    | [ 146 ] |
| 2021  | Lui-même                                  | Artiste masculin francophone de l'année | Nomination | [ 147 ] |
| 2021  | Only You (feat. Dhurata Dora)             | Collaboration Francophone de l'année    | Nomination | [ 147 ] |
| 2024  | Lui-même                                  | Artiste masculin francophone de l'année | Nomination | [ 148 ] |
| 2024  | Spider (feat. Dystinct)                   | Collaboration Francophone de l'année    | Nomination | [ 148 ] |

### Autres distinctions
| Année | Nomination                                                                                                  | Prix                                                                                    | Résultat   | Réf.    |
| ----- | --- | --------------------------------------------------------------------------------------- | ---------- | ------- |
| 2020  | Lui-même | Prix distinctifs des Festivals arabes internationaux (artiste international de l'année) | Lauréat    | [ 149 ] |
| 2023  | Lui-même | Latin American Music Awards (meilleur artiste)                                          | Nomination | [ 150 ] |
| 2023  | « Arhbo (musique de la bande originale officielle de la Coupe du monde de la FIFA, Qatar 2022) » avec Ozuna | Latin American Music Awards (meilleur collaboration)                                    | Nomination | [ 150 ] |

### Documentaire
- Gims: On the Record de Florent Bodin, diffusée sur Netflix à partir du 17 septembre 2020